# Paul Banks
Paul Julian Banks (ur. 3 maja 1978 r. w Clacton-on-Sea, Essex) – brytyjski wokalista, gitarzysta i autor tekstów amerykańskiej grupy rockowej Interpol. Od 2011 roku wraz z amerykańskim raperem RZA współtworzy także duet pod nazwą Banks & Steelz.

## Życiorys

### Wczesne życie
Banks urodził się w nadmorskim miasteczku Clanton-on-Sea w angielskim hrabstwie Essex. Jego ojciec pracował w branży motoryzacyjnej. Paul mieszkał i dorastał w Hiszpanii, Meksyku, a także w Stanach Zjednoczonych w Michigan, New Jersey aż osiedlił się w Nowym Jorku. Studiował język angielski na Uniwersytecie Nowojorskim. 

### Interpol
Z Danielem Kesslerem, przyszłym gitarzystą Interpolu, poznał się w połowie lat 90. XX wieku w Paryżu. Obaj studiowali wtedy na Uniwersytecie Nowojorskim. Mieli wspólne zajęcia z francuskiego. Na tym samym uniwersytecie studiowali pozostali członkowie zespołu Greg Drudy (pierwszy perkusista Interpolu, zastąpiony przez Sama Fogarino w 2000 r.) oraz Carlos Dengler (basista grupy w latach 1997-2010). Na próbę nowopowstającego zespołu Banks został zaproszony przez Kesslera i poproszony o wokal. W 2002 grupa wydała swój debiutancki i przełomowy album Turn on the Bright Lights, który przyniósł im rozpoznawalność.
Wraz z odejściem Denglera z zespołu, wokalista Banks przejął dodatkowo grę na basie w zespole.  

### Inne projekty
4 sierpnia 2009, pod pseudonimem Julian Plenti, wydał solowy album, zatytułowany Julian Plenti is... Skyscraper.
W 2011 razem z raperem RZA założył duet Banks & Steelz wykonujący muzykę hip-hopową.
W 2020 zadebiutował jako wokalista zespołu Muzz. 

## Życie prywatne
Ma starszego brata. 
Banks spotykał się z modelką Heleną Christensen. W 2022 zaręczył się z Juliet Seger, z którą ma dziecko.  
Uprawia boks i surfing. 

## Dyskografia
Albumy solowe
- Julian Plenti is... Skyscraper (2009)[17]
- Banks (2012)[18]